# Dirk Arnold Willem van Tets van Goudriaan

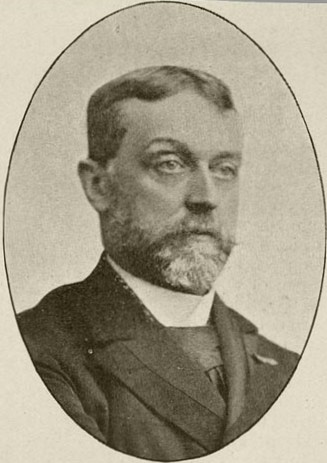
D.A.W. van Tets van Goudriaan

Jhr. Dirk Arnold Willem van Tets, heer van Oud- en Nieuw-Goudriaan ('s-Gravenhage, 3 oktober 1844 – 's-Gravenhage, 25 januari 1930) was een Nederlands politicus.
Van Tets, de oudste zoon van Jacob George Hieronymus van Tets van Goudriaan (1812-1885), was een gezant in Turkije en Duitsland die op aandringen van koningin Wilhelmina tot minister van Buitenlandse Zaken werd benoemd in het kabinet-De Meester. De koningin wilde na het debacle met Melvil van Lynden een vakminister op Buitenlandse Zaken. Hij was echter vooral diplomaat en had weinig politiek gevoel. Hij was zwak in het parlementaire debat, waardoor hij al spoedig - ook bij geestverwanten - het krediet dat hij had, verspeelde.
Minister Van Tets opende op 14 juni 1907 de Tweede Internationale Vredesconferentie in de Ridderzaal en was drager van de Medaille van de Tweede Internationale Vredesconferentie.